# Albert Bataille
Pour les articles homonymes, voir Bataille (homonymie).
Albert Pierre Bataille, né le 10 mars 1856 à Blois et mort en mars 1899, était un journaliste français qui porta le premier projet de création d'une école de journalisme.

## Biographie
Né à Blois, il étudie au collège Augustin-Thierry.
Juriste et avocat de formation, d'abord éditeur de la revue Causes criminelles et mondaines (1881-1898), puis chroniqueur judiciaire au quotidien Le Figaro, Albert Bataille fut le premier président de l'Association de la presse judiciaire, fondée en 1887, haut lieu de rencontre entre magistrats et journalistes, un poste auquel lui a succédé Victor Taunay.
Tous deux furent parmi les instigateurs de la première organisation internationale de journalistes, le Bureau central des associations de presse, qui se crée en 1896.
Estimant que les journalistes avaient besoin d'un « bagage sérieux de connaissances et de solides garanties morales » il tenta de créer une école de journalisme avec le soutien du directeur du quotidien Le Figaro, mais mourut en 1899 avant que le projet n’aboutisse. L'idée fut reprise par la romancière Dick May (1859-1925), cofondatrice du Collège libre des Sciences sociales, qui est la première à proposer la création d'une section de journalisme dans ce collège.